# Omar Lara
Luis Omar Lara Mendoza (Nohualhue, Teodoro Schmidt; 9 de junio de 1941-Concepción, 2 de julio de 2021) fue un poeta, traductor y editor chileno.

## Biografía
Aunque, como cuenta en una entrevista, nació en Nohualhue, en la actual comuna de Teodoro Schmidt, se crio y pasó su infancia en la cercana Nueva Imperial (fue registrado allí, por lo que esta localidad figura generalmente como su ciudad natal), «hijo y nieto al mismo tiempo», como explica, pues creció con sus abuelos. «Siempre digo que la influencia mayor fue la de mi abuelo Juan, un campesino y carpintero que sabía de las cosas más que todos los sabios y me las decía con su silencio, que era más elocuente que cien discursos», señaló el poeta.
Empezó a escribir «muy temprano, todavía en la enseñanza básica, luego en el liceo [...] Mi poesía nace en el sur, en los espacios semirrurales de Nueva Imperial. De hecho, yo nací en el campo, en un lugar llamado Nohualhue. Me siento naturalmente campesino», dijo en una entrevista de 2001.
En 1963 ingresó a pedagogía en castellano en la Universidad Austral, en Valdivia. Ese mismo año se casó —tiene muchos hijos y nietos— y al siguiente fundó allí el grupo y la revista de poesía Trilce (que primero se llamaba Hojas de Poesía Trilce), de la cual sigue siendo director.
Siendo estudiante, en 1965 comenzó a trabajar en la Biblioteca Central de su alma mater; dos años después abandona pedagogía, sin llegar a titularse, pero continúa en su cargo de bibliotecario hasta 1969, cuando pasó a dirigir la Oficina de Publicaciones y Difusión de la universidad. Dirigió también la revista y los cuadernos Surarte de la Facultad de Bellas Artes. En 1971 obtiene el que será su último trabajo antes del exilio en la Universidad Austral, en el departamento de Extensión Cultural.
Después del golpe de Estado del 11 de septiembre de 1973 dado por Augusto Pinochet en contra el gobierno socialista de Salvador Allende, Omar Lara fue detenido y permaneció 4 meses encarcelado.
Luego se exilió, primero en Lima, Perú —a donde llegó en enero de 1974—, y después se asentó por casi una década en Rumania, donde se graduó en filología en la Universidad de Bucarest. Allí, además de a estudiar, se dedicó principalmente a la traducción.
Lara en Chile, al momento de dejarlo, era ya un poeta con un sólido nombre, con tres libros publicados —Argumento del día (1964), Los enemigos (1967) y Los buenos días (1972)—, con varios premios a su haber y con el aura que le daba su calidad de fundador y director de Trilce. 
En 1981 abandonó Bucarest y se instaló en Madrid, donde refundó Trilce (sacó cuatro números, además de una publicación tamaño tabloide, Papeles de Trilce), que tuvo una existencia efímera. Allí dio también inicio a Ediciones LAR (Literatura Americana Reunida) y a la revista del mismo nombre, que a diferencia de Trilce, que era de poesía, pretendía ser más amplia, de literatura, testimonio, ensayo. En la capital española pasó a formar parte del comité de redacción de la revista chilena en el exilio Araucaria.
Miembro de la llamada generación dispersa o de la diáspora, en sus años de destierro nunca dejó de escribir ni de publicar —en Perú, Cuba, Rumania, España— y al reconocimiento nacional que tenía se le agregó el internacional nada más salir de su patria gracias al Premio Casa de las Américas 1975.
De regreso en Chile, comenzó en Concepción la tercera etapa de Trilce y estableció la librería y editorial Alas (calle Ongolmo 139), donde continuó también con Ediciones LAR. Desde 2006 fue asimismo profesor adjunto de su alma mater, en Valdivia.
Su obra, que después de regresar a su patria siguió creciendo y cosechando nuevos galardones internacionales, está parcialmente traducida a varios idiomas y él mismo tradujo a diversos poetas de lengua castellana al rumano, entre los que se cuenta el chileno Jorge Teillier, y de poetas rumanos al castellano, como Marin Sorescu y Mihai Eminescu, por citar solo a dos. 
Lara participó en numerosos proyectos culturales y festivales de literatura en diferentes países. En 2012 organizó en Concepción la primera Feria del Libro de Artistas del Acero (del 25 de junio al 6 de julio) con la participación de Poli Délano, Floridor Pérez, Federico Schopf y escritores locales y regionales.
Galardonado con diversos premios, Lara fue, como señaló Grínor Rojo en 2007, una «figura indispensable de la poesía chilena de las últimas cuatro décadas».
La obra de Lara ha producido numerosos ensayos, algunos de los cuales están reunidos en La casa del poeta no tiene llave. La poesía de Omar Lara, libro aparecido en 2011 y editado por Juan Armando Epple y Edson Faúndez (Puebla, México: Territorio poético/Círculo de Poesía).

## Muerte
El artista fallece a los ochenta años en la ciudad de Concepción, con el reconocimiento de dirigentes políticos, exiliados, artistas de distintas expresiones y especialmente poetas, libreros y organizaciones culturales.

## Obra
- Argumento del día, Editorial Padre Las Casas, Temuco, 1964
- Los enemigos, Ediciones Mimbre-Trilce, 1967 (descargable desde Memoria Chilena)
- Los buenos días, Ediciones Trilce, Valdivia, 1972 (2 ed.: Editorial Al aire libro, Tomé, 2010)
- Serpientes, editorial Arte-Reda, Lima, 1974, con ilustraciones de Juan León (reeditado en 1987 con el título de Serpientes, habitantes y otros bichos. Valdivia-Lima, 1973-1974, Ediciones Lar, Concepción)[16]
- Oh, buenas maneras, Casa de las Américas, La Habana, 1975 (Premio Casa de las Américas 1975)
- Crónicas del Reyno de Chile, Editorial Buletinul, Bucarest, 1976
- El viajero imperfecto / Calatorul neimplimit, antología bilingüe español/rumano, Bucarest, 1979
- Islas flotantes (1980)
- Fugar con juego antología, Ediciones Lar, Madrid, 1984
- Serpientes, habitantes y otros bichos. Valdivia-Lima, 1973-1974, Ediciones Lar, Concepción, 1987
- Memoria, antología personal 1960-1984, Santiago, Galinost, 1987; prólogo de Fernando Alegría
- Cuaderno de Soyda, Editorial Tiempo, Santiago, 1991
- Fuego de mayo, Cuadernos Atenea, Concepción, 1997
- Jugada maestra, Ediciones Etcétera, Colección Cuadernos del Unicornio N.º 3, Concepción, 1998
- Vida probable, antología, Ediciones Chile-América, Santiago, 1999
- Bienvenidas calles del Perú, antología, Noceda Editores, Lima, 2001
- Voces de Portocaliu, Cuadernos Atenea, Concepción, 2003 (en 2010 el autor publicó en la editorial Arandura, Asunción, una segunda edición "corregida, aumentada y disminuida" con prólogo del poeta paraguayo Jacobo Rauskin)
- Historias de Micutza, cuentos infantiles, Editorial San Marcos, Lima, 2006, con ilustraciones de Sebastián Burgos
- Delta, Editorial Maúcho, Villahermosa, México, 2006
- La nueva frontera, Editorial Universidad de Concepción, 2007
- Papeles de Harek Ayun, Visor Libros, Madrid, 2007 (Premio Casa de América de Poesía Americana 2007)
- I giorni del poeta, trad. Gaetano Longo, Trieste, FancoPuzzoEditore, 2007, ISBN 978-88-88475-22-6
- Foto&Grafia, fotos del poeta y fotógrafo Agustín Bennelli, versos de Omar Lara, Fondart, Chile, 2009[17]
- Vida, toma mi mano, Ediciones Holguín, Cuba, 2009
- La tierra prometida, Ed. Universidad de las Islas Baleares, Palma de Mallorca, 2009
- Argumentos del día, antología personal 1973-2005, La Cabra Ediciones, 2009, México
- Prohibido asomarse al interior, antología, Ediciones Lar, Concepción, 2009
- Mirar la ciudad. Pintura y poesía, 30 poemas de Lara y 30 pinturas de Sebastián Burgos, Fondart, 2011
- Nohualhue, Festival Internacional de Poesía Costa Rica / Sistema Editorial de Difusión Científica de la Investigación (SIEDIN) de la UCR, Costa Rica, 2012
- Cuerpo final, Editorial Cuarto Propio, Santiago, 2013
- Nohualhue. Ida & Vuelta. Poesía 1964-2016, Lara Ediciones, Universidad de La Frontera, Temuco, 2017
- Los muertos pasean desnudos, antología, Mago Editores, Santiago 2020
- En el corazón de las cosas. Antología poética, edición de Juan Carlos Abril, Madrid: Polibea, col. Toda la noche oyeron..., 2020.

## Premios y reconocimientos
- Primer Premio de Poesía de la Municipalidad de Valdivia 1967
- Primer Premio de Cuento en el Concurso Zona Sur 1969 de la Universidad Austral
- Primer Premio de Poesía en el Concurso Zona Sur 1969 de la Universidad Austral
- Primer Premio de Poesía de la Municipalidad de Valdivia 1969
- Premio Municipal de Extensión Cultural de Valdivia 1972
- Premio Casa de las Américas 1975 por Oh, buenas maneras (Cuba)
- Premio Mundial de Poesía Mística Fernando Rielo 1983 (España) como traductor de la obra del rumano Marin Sorescu El Ecuador y los Polos.
- Beca Guggenheim, 1983
- Premio de Arte 1992 de la Municipalidad de Concepción
- Medalla Mihai Eminescu, 2001 (Rumania)
- Premio de Artes Literarias Baldomero Lillo 2004 (Región del Biobío)
- 2004: Medalla Presidencial Centenario de Pablo Neruda
- 2006: Premio de la Sociedad de Escritores de Chile por la revista Trilce
- 2007: Primer Premio del XIII Concurso Nacional de Literatura Fernando Santiván por Cuaderno de junio, de la Corporación Cultural Municipal de Valdivia[18]
- 2007: XII Premio Casa de América de Poesía Americana por Papeles de Harek Ayun[19][20]
- 2007: Premio Internazionale Trieste Poesia en el Festival internazionale di poesia di Trieste[21]
- 2008: Hijo Ilustre de Nueva Imperial[22]
- 2009: Premio de Traducción Ovidio, de la Unión de Escritores Rumanos
- 2010: Premio Internacional Domus Aurea, de la Universidad de Roma
- 2012: Premio Internacional Rafael Alberti, en el Festival Internacional de Poesía de La Habana[23]
- 2015: Premio Atenea a la mejor Obra Literaria publicada entre 2012 y 2013, con su antología poética Cuerpo final[24]
- 2016: Premio Nacional de Poesía Jorge Teillier, de la Universidad de La Frontera[25][26]
- Premio a la trayectoria en el Festival de Poesía La Chascona 2017[27]